# الدشرة (الدشرة)
الدشرة هو دُوَّار يقع بجماعة الدشرة، إقليم قلعة السراغنة، جهة مراكش آسفي في المملكة المغربية. ينتمي الدوّار لمشيخة الدشرة التي تضم 6 دواوير. يقدر عدد سكانه بـ 1985 نسمة حسب الإحصاء الرسمي للسكان والسكنى لسنة 2004.

## روابط خارجية
- البوابة الوطنية للجماعات الترابية
- المندوبية السامية للتخطيط